# Natale in casa Cupiello

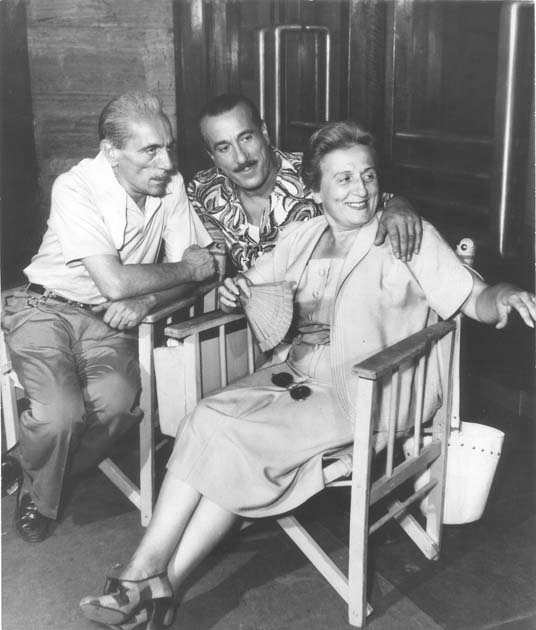
Syskonen De Filippo medverkade alla tre i originalupsättningen av pjäsen 1931. Från vänster: Eduardo, Peppino och Titina. Bilden är mycket senare, från slutet av 1950-talet.

Natale in casa Cupiello är en av de mest spelade och framgångsrika teaterpjäserna någonsin i Italien, skriven av Eduardo De Filippo. Pjäsen som är tämligen okänd utanför Italien kan beskrivas som en till komedi maskerad tragedi, vilket är De Filippos speciella kännetecken. RAI har producerat två TV-versioner av pjäsen, 1962 och 1977, båda med De Filippo som regissör och i huvudrollen som Luca Cupiello. Den har även identifierats som en så kallad undertext i ett synopsis till Pier Paolo Pasolinis sista (ofullbordade) film Porno-Teo-Kolossal vars protagonist dessutom skulle ha spelats av De Filippo. Pjäsen har översatts till flera språk och har spelats med åtminstone två olika engelskspråkiga namn: Christmas at the Cupiello´s och The Nativity Scene, av vilka det första är en översättning av originaltiteln, det andra namnet syftar på det som huvudpersonen Luca Cupiello förefaller vara totalt besatt av, julkrubban.
Pjäsen hade premiär på Teatro Kursaal i Neapel 25 december 1931. Då var pjäsen en enaktare men den bearbetades senare av De Filippo och fick 1943 sin slutliga utformning med tre akter. Sedan dess har den blivit en del av den italienska jultraditionen och sätts varje år upp på många teaterscener i landet. Säsongen 2016-17 presenterades pjäsen i uppsättningar av bland andra Antonio Latella och Luigi De Filippo.

## Handlingen i huvuddrag
Pjäsen utspelar sig i familjen Cupiellos hem under några dagar kring julen med början dagen före julafton och slutet tre dagar efter. Huvudpersonen är Luca Cupiello, en medelålders medelklassman, som är besatt av en specifik jultradition, nämligen julkrubban, som han kan ägna de flesta av dagens timmar åt. Ingen detalj är så obetydlig att den kan lämnas åt slumpen. Det är millimeterprecision som gäller. Lucas entusiasm för krubban delas inte alls av hans pragmatiska hustru Concetta. Helt ointresserad är också parets arbetsskygge och småkriminelle son Tommasino, kallad Nennillo. På sin fars ständigt återkommande fråga om han gillar krubban efter de senaste justeringarna svarar Nennillo alltid "nej" till sin fars besvikelse.
Vad Luca inte vet är att även hans dotter Ninuccia, gift med den förmögne affärsmannen Nicolino, kommer att bidra till en förstörd julstämning. Ninuccia bedrar nämligen sin man, som hon aldrig älskat, med Tommasinos vän Vittorio som hon vill rymma bort med. Vid sin hemkomst till julfirandet avslöjar Ninuccia sin plan för modern. Hon har skrivit ett avskedsbrev till Nicolino men hon tappar det i ett tumult som uppstår när hon under ett utbrott av nervositet råkar stöta till julkrubban så att några av dess detaljer rubbas ur sitt läge. Brevet hittas så småningom av Luca som direkt ger det till sin svärson. Därmed får Nicolino reda på sin otrogna hustrus rymningsplan innan den är satt i verket.
Tommasino kommer hem med sin vän Vittorio, ovetande om att kompisen också är systerns älskare. Concetta som nu vet det ber Vittorio omedelbart lämna huset men Luca som inget vet om sin dotters affär insisterar på att Vittorio ska stanna på middag. Under kvällen ertappas Vittorio och Ninuccia på bar gärning av Nicolino, vilket resulterar i att de två herrarna och Ninuccia lämnar huset, efter att Nicolino först anklagat sin svärmor Concetta för delaktighet i bedrägeriet mot honom. Concetta sitter ensam kvar i matsalen när Luca, hans bror Pasqualino och Tommasino, utklädda till de tre vise männen, kommer in med julklappar till henne.
När Luca får veta vad som har hänt krossas de illusioner han alltid haft om att ha skapat en lycklig familj i sitt lyckliga hem. Sanningen, som han just då ser den, är att hans dotter är en slampa och hans son är en simpel småtjuv. Chocken blir så svår att Luca drabbas av ett slaganfall, blir delvis förlamad och börjar hallucinera. Läkare tillkallas och han improviserar en förskönad diagnos för Concetta och Ninuccia men talar om för Pasqualino att hans bror Lucas död är nära. Det är frågan om några timmar på sin höjd. I sina hallucinationer förtränger Luca sanningen fullständigt och tror bland annat att Vittorio som återvänt till huset i själva verket är Nicolino, och ger därför sin välsignelse till hans och dotterns relation. Innan Luca dör lyckas han äntligen få ett "ja" ur sin son som svar på frågan om denne gillar julkrubban. Luca får då en sista hallucination där han ser en jättelik julkrubba i himlen som väntar på honom och sedan dör han.

## TV-versioner
Pjäsen har spelats in för italiensk TV två gånger, båda gångerna med RAI som producent samt Eduardo De Filippo som regissör och i rollen som Luca Cupiello:
- Version 1 som hade premiär 15 januari 1962 var svartvit och hade speltiden 109 minuter.
- Version 2 hade premiär 25 december 1977 och var i färg, med speltiden 133 minuter.